# Udea pachygramma
Udea pachygramma is een vlinder uit de familie van de grasmotten (Crambidae), uit de onderfamilie van de Spilomelinae. De wetenschappelijke naam van deze soort is voor het eerst voorgesteld als Phlyctaenia pachygramma door Edward Meyrick in een publicatie uit 1899.
De soort komt voor in Hawaï.